# Фарзад Мансурі
Фарзад Мансурі (19 березня 2002) — афганський тхеквондист. На літніх Олімпійських іграх 2020 року Мансурі та Камія Юсуфі несли прапор Афганістану на церемонії відкриття.

## Кар'єра
Фарзад Мансурі здобув срібну медаль на юніорському чемпіонаті Азії з тхеквондо 2019 року в Аммані. У 2021 році Мансурі виграв бронзову медаль у ваговій категорії 74 кг на відкритому турнірі з тхеквондо в Бейруті 2021. Мансурі змагався на Олімпіаді-2020 у категорії чоловіків до 80 кг. Він отримав стипендію від МОК у рамках програми Олімпійської солідарності.
Після втечі з батьківщини після захоплення Афганістану талібами Мансурі врешті-решт оселився у Великій Британії, тренуючись у GB Taekwondo, де його відібрали до складу олімпійської команди біженців для участі в літніх Олімпійських іграх 2024 року.

## Особисте життя
Після падіння Кабула у 2021 році він покинув місто.